# Психічні обертони
Психі́чні оберто́ни (нім. Obertone — додаткові тони, що виникають при звучанні основного тону) — проміжні психічні процеси, що є переходом між свідомістю і несвідомою психічною діяльністю.
Поняття «психічних обертонів» було введено Вільямом Джемсом. Вчений вважав, що свідомість складається з певних відчуттів та вражень, частина яких є досить якісними, а інша частина — перехідними. Психічні обертони відносились до останніх, разом з іншими невиразними явищами свідомості. Джемс називав психічними обертонами «розуміння…. відношень, які супроводжують у вигляді деталей певний образ». Він наголошував, що коли людина тільки починає розуміти зміст будь-якої фрази, то майже не має чуттєвих образів, і підкреслював важливість цього стану. «Будь-який образ у нашій свідомості занурений в масу „води“, яка його оточує, та завмирає в ній». Джемс вважав, що обертони визначались переживаннями з минулого, які оточували теперішнє.  
В радянській психології психологічні обертони порівнювались з музичними обертонами, які надають звукові тембр. Подібно до них психологічні обертони визначали особливий тембр психіки.